# Maison de Mercy
 (juillet 2024).
Si vous disposez d'ouvrages ou d'articles de référence ou si vous connaissez des sites web de qualité traitant du thème abordé ici, merci de compléter l'article en donnant les références utiles à sa vérifiabilité et en les liant à la section « Notes et références ».
La maison de Mercy est une ancienne famille de la noblesse de Lorraine dont les membres sont cités dès le XIIe siècle. Elle s'est éteinte en 1734 et son nom a été repris par héritage par la famille d'Argenteau sous le nom de Mercy-Argenteau.

## Histoire
La famille de Mercy, connue depuis le début du  XIIe siècle est originaire de la châtellenie de Longwy en Lorraine où elle avait rang parmi les plus anciennes et les plus illustres familles.
Ses grandes alliances, son admission depuis les temps les plus reculés dans les chapitres nobles d'Allemagne et dans ceux du nord de la France, les services rendus par ses membres dans différentes carrières lui ont assuré une des premières places dans la noblesse de sa province.
La famille de Mercy s'est éteinte en 1734 avec le dernier descendant de la famille de Mercy, Claude Florimond de Mercy, Feld-maréchal du Saint-Empire (1666-1734). Mort sans enfants, il institua, par testament du 25 avril 1794, pour son légataire universel, son cousin germain, Ignace Charles Auguste comte d'Argenteau d'Ochain, qui prit alors le nom de Mercy-Argenteau.

## Titres
La seigneurie de Mercy est érigée en comté par lettres patentes du duc de Lorraine, en date du 19 avril 1719 en faveur Claude-Florimond de Mercy (1666-1734), feld-maréchal au service de l'Autriche.

## Personnalités
- Albert de Mercy, évêque de Verdun de 1156 à 1162.
- Roger de Mercy, évêque de Toul de 1231 à 1252.
- Franz von Mercy (v. 1590–1645), officier au service de la Ligue Catholique pendant la guerre de Trente Ans.
- Claude Florimond, comte de Mercy (1666–1734), petit-fils du précédent, Feld-maréchal du Saint-Empire.

## Armes
- D'or à la croix d'azur[1].